# كارين كروتزن
كارين كروتزن (بالألمانية: Carine Crutzen ) (و. 1961 – م) هي ممثلة من مملكة الأراضي المنخفضة . ولدت في هيلرن .

## روابط خارجية
- كارين كروتزن على موقع IMDb (الإنجليزية)
- كارين كروتزن على موقع ألو سيني (الفرنسية)
- كارين كروتزن على موقع قاعدة بيانات الفيلم (الإنجليزية)
- كارين كروتزن على موقع كينوبويسك (الروسية)